# Músculo piriforme
El músculo piriforme ([TA]: musculus piriformis) o piramidal de la pelvis es un músculo par que se encuentra en la parte profunda de la región glútea; es de forma aplanada y triangular de vértice externo. 
Sus funciones principales son la extensión rotación externa y abducción de la cadera.
Lo inerva el nervio del músculo piriforme, una rama propia del plexo sacro, concretamente de los nervios espinales L5 y S1.

## Origen e inserción
Por dentro se origina en la cara anterior y lateral del hueso sacro, entre los forámenes sacros anteriores 2°, 3° y 4°, además del ligamento sacrociático mayor y se inserta en el borde superior del trocánter mayor.

## Función
Sus funciones básicas son la extensión, rotación externa y abducción del fémur cuando la pelvis está fija. En cuanto a su rotación externa, cabe destacar que el músculo piriforme forma parte de los músculos rotadores externos, que son los que realizan dicha función en la articulación de la cadera. Estos son: músculo piriforme, músculo gemelo superior, músculo obturador interno, músculo gemelo inferior, músculo obturador externo, músculo cuadrado femoral. 
Sin embargo, la orientación de la rotación de este músculo puede cambiar según el grado de flexión en el cual se presente la cadera. Aproximadamente a partir de los 90° de flexión se convierte en rotador interno.
En cadena cinética cerrada el piriforme frena de forma excéntrica la rotación interna de cadera durante la marcha o la carrera.
En cadena cinética abierta es rotador externo de la cadera cuando esta se encuentra en posición neutra o extendida.
También se le atribuyen funciones de estabilización de la articulación de la cadera manteniendo centrada la cabeza femoral dentro del acetábulo.

## Importancia anatómica
El músculo piriforme divide en dos el agujero ciático mayor, por lo cual se tiende a separar los contenidos que pasan por superior de los que pasan por inferior.
Se hace externo de la pelvis a través del agujero ciático mayor, insertándose en el Trocánter Mayor del Fémur, además de dividirlo en dos espacios: SUPRAPIRIFORME e INFRAPIRIFORME.
-      Espacio Suprapiriforme:
Límites → El músculo piriforme se encuentra caudal.
Contenido → Paquete Vasculonervioso Glúteo Superior
-      Espacio Infrapiriforme:
Límites → El músculo piriforme se encuentra craneal. 
Contenido → Paquete Vasculonervioso Glúteo Inferior, Nervio Ciático, Nervio Pudendo, Nervio Femorocutáneo Posterior, Nervio del Obturador Interno y Nervio del Cuadrado Femoral.
Su tendón se une con frecuencia a los tendones del gemelo superior, gemelo inferior y obturador interno antes de la inserción.

## Patología
El síndrome del músculo piriforme o del músculo piramidal se produce cuando este músculo comprime al nervio ciático. Este síndrome es bastante frecuente en el campo de la actividad física y el deporte. También se le conoce como el síndrome del conductor, ya que a los profesionales del volante los afecta con relativa frecuencia y sus signos empeoran en posición sedente, por la compresión y estiramiento del ciático. Los síntomas de este síndrome son dolor o parestesias a nivel local (se puede extender por la región lumbar, la ingle, la nalga, la zona perineal y la parte posterior del muslo hasta la rodilla, recorrido del ciático). Este síndrome, también llamado “falsa ciática”, tiende a confundirse con la ciática (afectación del nervio ciático) como consecuencia de la similitud de los síntomas de ambas patologías.

## Otras imágenes

Localización anatómica del músculo piriforme
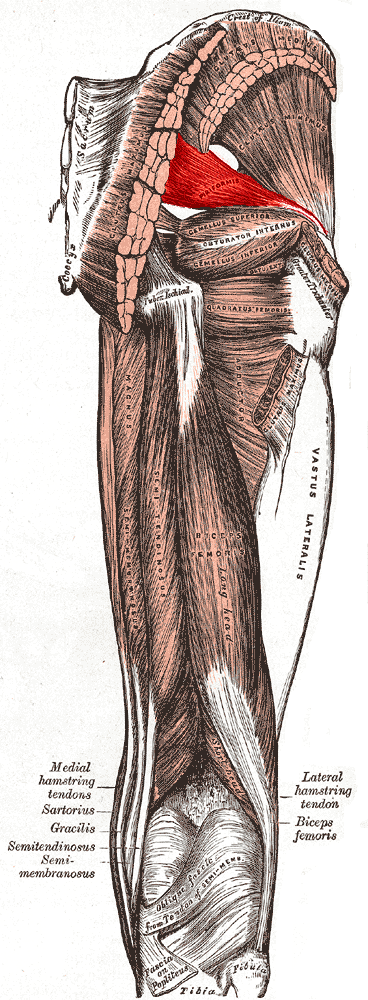
Músculo piriforme (resaltado en rojo claro) en una visión posterior de la pierna